# Phaenocarpa punctigera
Phaenocarpa punctigera är en stekelart som först beskrevs av Alexander Henry Haliday 1838.  Phaenocarpa punctigera ingår i släktet Phaenocarpa och familjen bracksteklar. Inga underarter finns listade i Catalogue of Life.